# Hiroyuki Ebihara
Hiroyuki Ebihara, in giapponese 海老原 博幸, nome reale Hiroyuki Matsuda (Fussa, 26 marzo 1940 – Tokyo, 20 aprile 1991), è stato un pugile giapponese, due volte Campione del mondo dei pesi mosca tra il 1963 e il 1969.

## La carriera
Hiroyuki Ebihara conquistò per la prima volta il titolo mondiale dei pesi mosca  il 18 settembre 1963, al Metropolitan Gym di Tokyo, sconfiggendo il thailandese Pone Kingpetch. Al giapponese bastarono soltanto 2:07 per spedire l'avversario al tappeto al 1º round e strappargli la cintura mondiale. Il match di rivincita si tenne allo Stadio Rajadamnern di Bangkok, il 23 gennaio 1964. Kingpetch riconquistò nuovamente la cintura mondiale con un verdetto controverso. I due giudici thailandesi avevano visto in vantaggio l'ex Campione del Mondo per quattro-sei punti, mentre il terzo giudice aveva attribuito due punti in più a Ebihara.
Nel novembre 1965 la WBA e la WBC imposero al nuovo Campione del Mondo Salvatore Burruni di mettere in palio il titolo contro Ebihara, considerato il n. 1 degli sfidanti. L'italiano rifiutò e, pertanto, fu privato del titolo dalle due principali federazioni. WBA e WBC, tuttavia, autorizzarono un incontro per l'attribuzione del cintura vacante tra Horacio Accavallo (n. 2 degli sfidanti) e l'altro giapponese Katsuyoshi Takayama (n. 3), escludendo Hiroyuki Ebihara.
Il vincitore dell'incontro, l'argentino Accavallo, dovette però mettere subito in palio il titolo contro Ebihara. Il 15 luglio 1966 al Luna Park di Buenos Aires, Hiroyuki Ebihara fu sconfitto ai punti in 15 riprese da Accavallo con decisione unanime, da parte dei tre giudici, tutti argentini.
L'11 agosto 1967, Accavallo concesse la rivincita all'ex Campione del Mondo, ancora nello stadio Luna Park. L'argentino si impose nuovamente ma con decisione non unanime. Un giudice, infatti, si era espresso per il pari.
Una volta ritiratosi l'argentino dal pugilato, Ebihara dovette attendere il 30 marzo 1969 per rimpossessarsi del titolo (vacante) dei pesi mosca, ma riconosciuto dalla sola WBA. In tale occasione batté a Tokyo ai punti, per decisione unanime, il brasiliano José Severino. Il suo secondo regno durò poco più di sei mesi. Il 19 ottobre dello stesso anno, a Osaka, fu costretto a cedere la cintura mondiale ai punti al filippino Bernabe Villacampo, per decisione unanime. Fu il suo ultimo incontro.